# Península de Beara

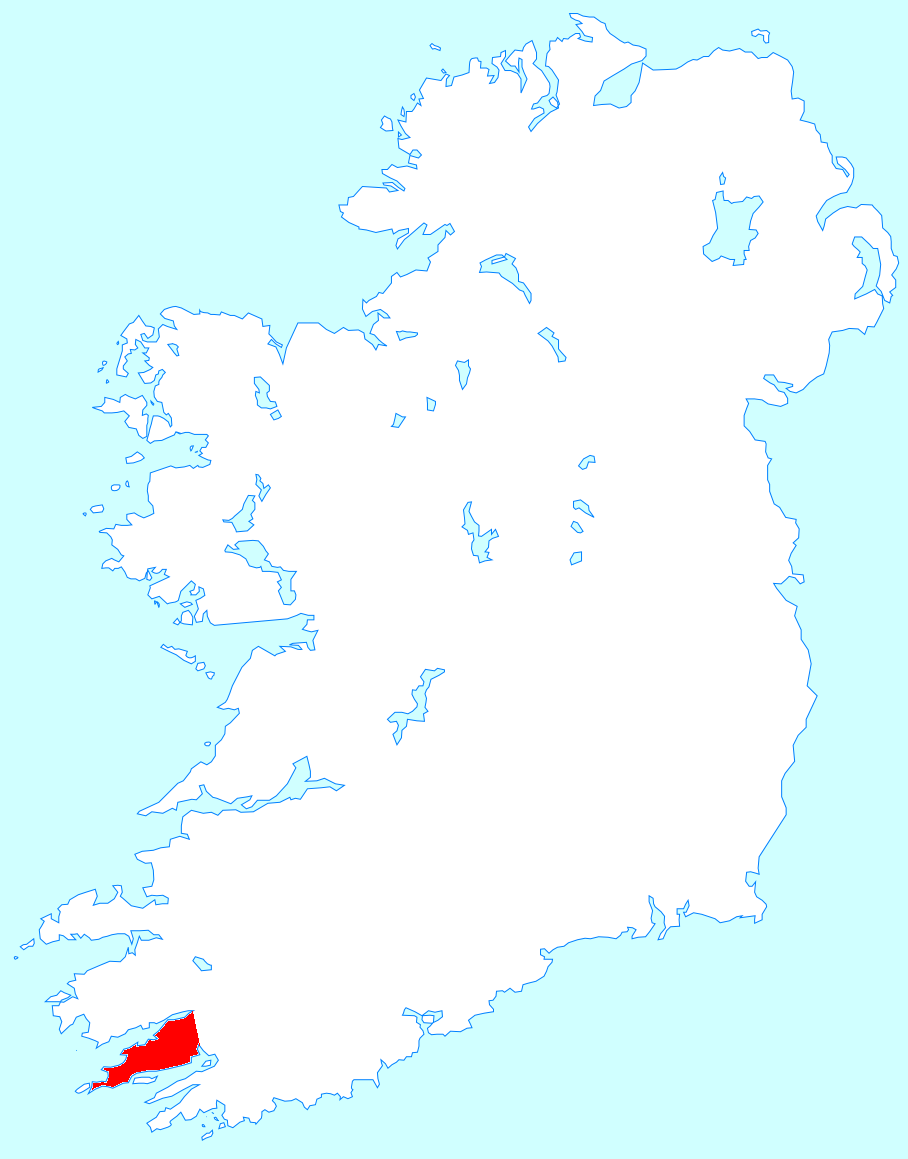
Localização da península.

A Península de Beara (em inglês:  Beara Peninsula; em irlandês:  Béarra) é uma península situada no sudoeste da República da Irlanda, a sul da península de Iveragh. Limita com o "rio" Kenmare (realmente trata-se de uma baía) no seu lado norte e com a baía de Bantry a sul. Tem duas serras no seu centro: os montes Caha e os montes Slieve Miskish. A parte mais a norte da península, entre Kenmare e até perto de Ardgroom, está no condado de Kerry, enquanto o resto fica já no condado de Cork.
Beara é um nome coloquial para a zona embora não esteja geograficamente definido.
Nesta península ficam localidades como Castletownbere.